# (500445) 2012 TE183
(500445) 2012 TE183 es un asteroide perteneciente al cinturón de asteroides, descubierto el 21 de septiembre de 2012 por el equipo del Spacewatch desde el Observatorio Nacional de Kitt Peak, Arizona, Estados Unidos.

## Designación y nombre
Designado provisionalmente como 2012 TE183.

## Características orbitales
2012 TE183 está situado a una distancia media del Sol de 3,057 ua, pudiendo alejarse hasta 3,360 ua y acercarse hasta 2,755 ua. Su excentricidad es 0,098 y la inclinación orbital 9,493 grados. Emplea 1952,79 días en completar una órbita alrededor del Sol.

## Características físicas
La magnitud absoluta de 2012 TE183 es 16,7.